# Oliwia (tom wierszy)
Oliwia (oryg. fr. L'Olive) – tom wierszy Joachima du Bellaya z 1549, drugi w historii literatury francuskiej cykl poezji utrzymany całkowicie w duchu petrarkizmu.

## Treść
Nie jest jasne bezpośrednie źródło inspiracji Oliwii ani tożsamość opiewanej w cyklu kobiety. Tytułowa Olive była uważana za anagram nazwiska Viole – siostrzenicy biskupa Paryża, lub też utożsamiana z jedną z trzech dalekich krewnych poety noszących takie imię. Istnieje również teza, że bohaterka była całkowicie fikcyjną kreacją poetycką, ideałem powstałym w wyobraźni du Bellaya.
Podmiotem lirycznym cyklu jest młody człowiek, beznadziejnie zakochany w tytułowej Oliwii. Mimo całkowitego braku nadziei na wzajemność jest jej wierny, a całą swoją energię spędza na opiewaniu jej urody i wdzięku. Z jednej strony świadomość braku perspektyw dla ich uczucia wywołuje u niego ogromne cierpienia, z drugiej możliwość wychwalania ukochanej czy nawet bycia blisko niej jest źródłem nie mniejszej radości. Kochanek przedstawia się kolejno jako człowiek uwięziony, płonący z uczucia i śmiertelnie ugodzony. Z kolei Oliwia jest zestawiana z klejnotami, gwiazdami, wreszcie dochodzi do jej ubóstwienia. W oczach podmiotu lirycznego miłość platoniczna do niej staje się tożsama z dążeniem do osobistej doskonałości, w ostatnich sonetach cyklu neoplatonizm utworu łączy się z inspiracją chrześcijańską – miłość do Oliwii jest uznana za kontemplację Absolutu, a tym samym za czysto chrześcijańskie samodoskonalenie się.
Oliwia odniosła duży sukces wydawniczy i stała się inspiracją dla powstania szeregu innych cykli wierszy utrzymanych w duchu petrarkistowskim. Sam du Bellay już w trzy lata po ukazaniu się drugiego wydania surowo ocenił swoje dzieło, uznając je za przejaw przerostu formy nad rzeczywistą treścią, a w satyrze Przeciwko petrarkistom wyszydził zarówno własny tom wierszy, jak i wszystkich jego naśladowców. Mimo tego w ostatnich latach życia powrócił do tego stylu pisania w kolejnych sonetach.

## Forma
W pierwszym wydaniu z 1549 cykl zawierał 50 sonetów, które łączył podmiot liryczny oraz tematyka. W drugim wydaniu tomu znalazło się 115 takich samych wierszy. Du Bellay otwarcie naśladuje w cyklu twórczość Petrarki, którego sonety wielokrotnie parafrazuje lub wręcz dosłownie tłumaczy na język francuski. Oliwia jest pierwszym tego rodzaju w literaturze francuskiej zbiorem sonetów i drugim cyklem poetyckim, po wydanej pięć lat wcześniej Delii Maurice'a Sceve'a.
Oliwia przepełniona jest kunsztownymi figurami stylistycznymi – du Bellay obficie stosuje metafory, peryfrazy, epitety, wyszukane porównania, hiperbole, antytezy oraz gry słowne. Poeta eksperymentował również z formą sonetu, rezygnując w niektórych z postulowanego w Obronie i uświetnieniu języka francuskiego naprzemiennego stosowania rymów męskich i żeńskich na rzecz ograniczenia się do rymów żeńskich.